# Sennesvik
Sennesvik est une localité du comté de Nordland, en Norvège.

## Géographie
Administrativement, Sennesvik fait partie de la kommune de Vestvågøy.